# Gypona sanctithomasi
Gypona sanctithomasi är en insektsart som beskrevs av Caldwell 1952 . Gypona sanctithomasi ingår i släktet Gypona och familjen dvärgstritar. Inga underarter finns listade i Catalogue of Life.